# 태랑중학교
태랑중학교(泰郞中學校)는 대한민국 서울특별시 노원구 공릉동에 있는 공립 중학교이다.

## 학교 연혁
- 2001년 6월 11일 : 태랑중학교 설립인가
- 2002년 3월 1일 : 초대 신호춘 교장 취임
- 2002년 3월 2일 : 제1회 입학식(329명)
- 2005년 2월 3일 : 제1회 졸업식(330명)
- 2018년 2월 8일 : 제14회 졸업식(203명) (총 졸업생수 4,298명)
- 2018년 12월 18일 : 솔마루도서관 재구조화 개관
- 2019년 9월 1일 : 제 6대 이인섭 교장 취임
- 2021년 3월 17일 : 다목적구장 준공
- 2022년 1월 5일 : 제18회 졸업식(223명 8학급)
- 2022년 3월 2일 : 제21회 입학식(153명 7학급)

## 참고 자료
- 태랑중학교 - 한국교육학술정보원 학교알리미